# Dawn (Yebba)
Dawn è il primo album in studio della cantante statunitense Yebba, pubblicato nel 2021.

## Tracce
1. How Many Years – 3:07
2. Stand – 5:19
3. Boomerang – 2:49
4. All I Ever Wanted – 3:23
5. Far Away (featuring ASAP Rocky) – 3:19
6. Dawn – 0:34
7. October Sky – 3:14
8. Louie Bag (featuring Smino) – 3:42
9. One More Smile – 1:56
10. Love Came Down – 2:57
11. Distance – 4:15
12. Paranoia Purple – 4:33